# Flugplatz Wiener Neustadt/West
Flugplatz Wiener Neustadt/West är en flygplats i Österrike.   Den ligger i distriktet Wiener Neustadt Stadt och förbundslandet Niederösterreich, i den östra delen av landet, 40 km söder om huvudstaden Wien. Flugplatz Wiener Neustadt/West ligger 267 meter över havet.
Terrängen runt Flugplatz Wiener Neustadt/West är platt österut, men västerut är den kuperad. Runt Flugplatz Wiener Neustadt/West är det ganska tätbefolkat, med 75 invånare per kvadratkilometer.. Närmaste större samhälle är Wiener Neustadt, 4,0 km söder om Flugplatz Wiener Neustadt/West.
Trakten runt Flugplatz Wiener Neustadt/West består till största delen av jordbruksmark.